# Campeonato de Primera División 1958 (Bolivia)
El Campeonato Nacional de 1958 fue el 9.º torneo profesional de primera división en Bolivia que organizó la AFLP. El torneo consagró campeón nacional al Club Wilstermann por segunda vez en su historia.
El torneo comenzó a jugarse a mediados de septiembre de 1958 y finalizó el 7 de enero de 1959.
Se jugó en dos ruedas de todos contra todos.
El Club Wilstermann ganó anticipadamente el torneo el 4 de enero de 1959, faltando una fecha para concluir el torneo y tras el empate de Municipal en La Paz, se consagró campeón en Cochabamba con un empate 2 a 2 frente al Club Internacional.

## Participantes

### Información general
| Equipo                          | Ciudad     |
| ------------------------------- | ---------- |
| Asociación de Fútbol de La Paz  |            |
| 1.° de Mayo                     | La Paz     |
| Always Ready                    | La Paz     |
| Bolívar                         | La Paz     |
| Chaco Petrolero                 | La Paz     |
| Ferroviario                     | La Paz     |
| Litoral                         | La Paz     |
| Municipal                       | La Paz     |
| Northern FC                     | La Paz     |
| The Strongest                   | La Paz     |
| Asociación de Fútbol Cochabamba |            |
| Aurora                          | Cochabamba |
| Jorge Wilstermann               | Cochabamba |
| Asociación de Fútbol Oruro      |            |
| International                   | Oruro      |
| San José                        | Oruro      |

## Tabla de posiciones final
| Pos  | Equipo              | Pts | PJ | G  | E | P  | GF | GC |
| ---- | ------------------- | --- | -- | -- | - | -- | -- | -- |
| 1.º  | Wilstermann         | 31  | 22 | 13 | 5 | 4  | 66 | 40 |
| 2.º  | Deportivo Municipal | 27  | 22 | 11 | 5 | 6  | 61 | 44 |
| 3.º  | San José            | 23  | 22 | 10 | 3 | 9  | 54 | 48 |
| 4.º  | Aurora              | 23  | 22 | 9  | 5 | 8  | 45 | 43 |
| 5.º  | The Strongest       | 23  | 22 | 11 | 1 | 10 | 49 | 49 |
| 6.º  | Bolívar             | 23  | 22 | 10 | 3 | 9  | 51 | 54 |
| 7.º  | Always Ready        | 22  | 22 | 10 | 2 | 10 | 58 | 46 |
| 8.º  | Internacional       | 22  | 22 | 7  | 7 | 8  | 43 | 42 |
| 9.º  | Chaco Petrolero     | 21  | 22 | 10 | 1 | 11 | 56 | 59 |
| 10.º | 1.º de Mayo         | 20  | 22 | 9  | 2 | 11 | 37 | 54 |
| 11.º | Litoral             | 19  | 22 | 5  | 9 | 8  | 38 | 44 |
| 12.º | Northern            | 11  | 22 | 4  | 3 | 15 | 38 | 73 |

| Bicampeón Nacional 1957-1958 Wilstermann Segundo Título Nacional |

|  |                                      |
|  | Campeón Nacional.                    |
|  | Reemplazado por el Club Ferroviario. |